# Faten Fazaa
Faten Fazaa ou Faten Fazaâ (arabe : فاتن الفازع) est une romancière tunisienne et la première femme à écrire un roman en arabe tunisien.

## Biographie

### Carrière
En 2009, elle commence à rédiger des statuts sur Facebook, ce qui coincide avec l'apparition du clavier arabe sur les téléphones portables et des statuts en arabe tunisien sur les réseaux sociaux.
Ceci lui donne envie de reprendre le scénario d'un feuilleton qu'elle avait commencé à rédiger pour en faire un livre. Ses textes s'inspirent dès lors des interactions avec sa communauté sur les réseaux sociaux. Elle continue par ailleurs de n'écrire que sur son téléphone.
Ses romans connaissent le succès et représentent les meilleures ventes chez les libraires et en ligne en mai 2020, avec un total de 30 000 exemplaires vendus, et un tirage initial de son roman La Loi de l'amour épuisé en moins d'un mois. Fin 2023, deux de ses livres se classent parmi les vingt meilleures ventes de la principale librairie de Tunisie.

### Vie privée
Faten Fazaa est la fille de l'écrivain, journaliste, scénariste et chroniqueur Tahar Fazaa,.
Divorcée, elle émigre en Allemagne en 2015.

## Caractéristiques de son œuvre
Faten Fazaa est la première femme tunisienne à publier un roman en arabe tunisien, ce qui lui vaut des critiques, voir des insultes, ce qu'elle présente comme du mépris pour sa langue maternelle. Elle s'inscrit toutefois dans une tendance récente de romans tunisiens publiés en langue vernaculaire plutôt qu'en arabe standard.
Dans ses romans, elle aborde multiple sujets, comme l'adultère, le célibat, l'homosexualité, le divorce, le harcèlement de rue, la prostitution, les problèmes de charge mentale, la virginité, les relations mère-fille ou encore les mères célibataires, ce qui l'expose à des polémiques et du cyberharcèlement,,. Certains détracteurs dénoncent par ailleurs un style plat et volontairement provoquant pour attirer les lecteurs.
Elle affirme aimer Amélie Nothomb.

## Publications
- (ar) أسرار عائلية [« Secrets de famille »], Tunis, Sinbad,‎ 2018, 191 p. (ISBN 978-9938958515)[2].
- (ar) ومن الحب ما فشل [« Certains amours échouent »], Tunis, Sinbad,‎ 2019, 155 p. (ISBN 978-9938958522)[2].
- (ar) شرع الحب [« La Loi de l'amour »], Tunis, Sinbad,‎ 2020, 283 p. (ISBN 978-9938958539)[2].
- (ar) هستيريا [« Hystérie »], Tunis, Sinbad,‎ 2021, 178 p. (ISBN 978-9938958560)[6].
- (ar) سوف تلهو بنا الحياة [« La Vie nous distraira »], Tunis, Sinbad,‎ 2022, 197 p. (ISBN 978-9938958584).
- (ar) كافيشانطا [« Kafichanta »], Tunis, Sinbad,‎ 2023, 184 p. (ISBN 978-9938964523)[1].
- (ar) إدمان [« Idmaine »], Tunis, Sinbad,‎ 2024, 171 p. (ISBN 978-9938964554).

## Prix
- 2018 : Prix Ali-Douagi pour Secrets de famille[2]
- 2019 : Prix Abdelaziz-El-Aroui pour Certains amours échouent[2]
- 2020 : Prix Ali-Douagi pour La Loi de l'amour[7]